# انجمن وام سپاری و پس انداز چرخشی
انجمن وام سپاری و پس انداز چرخشی (به اختصار ROSCA) گروهی از افراد است که توافق می‌کنند برای مدت معینی برای پس‌انداز و وام سپاری با هم تعامل کنند، شکلی از بانکداری ترکیبی همتا به همتا و وام‌دهی همتا به همتا.
اولین توصیف آکادمیک ROSCA توسط Shirley Ardener در سال ۱۹۶۴ ارائه شد.
ROSCA را به عنوان «بانک خصوصی افراد، جایی که پول برای مدت طولانی یکجا نمی‌ماند، بلکه به سرعت دست به دست می‌شود و نیازهای مصرف و تولید را برآورده می‌کند» توصیف کرد.
انجمن‌های وام سپاری و پس انداز چرخشی در سراسر دنیا رواج دارند و قرن هاست که از آنها برای بهبود جریان نقدینگی و هم افزایی مالی استفاده می‌شود.

## ساختار
در انجمن‌های وام سپاری و پس انداز چرخشی تعداد مشخصی از افراد که بر اساس رابطه ای در کنار یکدیگر قرار گرفته‌اند گروهی را تشکیل می‌دهند و هر کدام تعهد می‌کنند تا مبلغ مشخصی را در هر دوره پرداخت کرده و در گروه جمع‌آوری کنند.
دوره هر وام در جوامع مختلف می‌تواند منظم یا بر اساس چرخه‌های فصلی جریان نقدینگی باشد؛ مثلاً همزمان با برداشت محصول کشاورزها یا تاریخ دریافت حقوق برای اعضای شاغل گروه‌ها، که در آن زمان اعضا بودجه مطمئنی در اختیار دارند.
برای تعیین ترتیب اعطای وام بین اعضا، در ابتدای تشکیل انجمن یا در هر دوره، قرعه کشی صورت می‌گیرد یا با توافق اعضا نوبت دهی انجام می‌شود.
بسته به هدف مورد نظر، یک عضو می‌تواند با توافق طرفین، جایگاه خود را با دیگری تعویض کند.
هر یک از اعضا هر بار مبلغ ثابتی را پرداخت می‌کند و تنها یکبار وام دریافت می‌کند.
پس، هر عضو می‌تواند در طول عمر ROSCA به مبلغ مجموع کل دسترسی داشته باشد و از آن برای هر هدفی که بخواهد استفاده کند. این روش پس انداز یک جایگزین محبوب برای خطرات پس انداز در خانه است.
تراکنش‌ها توسط همه اعضا مشاهده می‌شوند. از آنجایی که هیچ پولی نباید در داخل گروه نگهداری شود نیاز به حسابرسی‌های مداوم و پیچیده نیست و هیچ سوابقی نیز نباید نگهداری شود. اگرچه برخی لیست خامی از نوبت‌ها، برنده‌ها و بدهی‌ها را حفظ می‌کنند. این ویژگی‌ها سیستم را به مدلی از شفافیت و سادگی تبدیل می‌کند که به خوبی با جوامعی با سطح سواد پایین و سیستم‌های ضعیف برای حمایت از حقوق مالکیت جمعی سازگار است.
این سیستم خطر را برای اعضا کاهش می‌دهد زیرا زمان آن محدود است. هر عضو حداقل یک بار مبلغ جمع‌آوری شده را دریافت می‌کند. این میزان ضرر را در صورت عدم بازپرداخت یک شخص کاهش می‌دهد.
علاوه بر سادگی ساختار، ROSCAها حتی زمانی که دو مشکل کلیدی زیر وجود داشته باشد قابل استفاده هستند، که آنها را حتی در اقتصادهای نسبتاً پیچیده، محصولات مالی جایگزین رقابتی می‌کند:
1. کاهش قدرت خرید پس‌اندازهای شخصی بلند مدت در شرایط تورمی
2. ناکامی بازار تأمین مالی عادی در تأمین اعتبار برای وام گیرنده‌های اعتباری، اغلب به دلیل محرومیت، مقررات یا هزینه‌های عملیاتی

## تنوع و توزیع
انسان‌شناس کلیفورد گیرتز در یک مقاله معروف، ظهور ROSCA را در جاوه شرقی مستند کرد. او آنها را به عنوان یک نهاد «واسطه» توصیف کرد که در ساختار اجتماعی رشد می‌کند، تا الگوهای اقتصادی ارضی را با الگوهای تجاری هماهنگ کند، تا به‌عنوان پلی بین نگرش مردم عادی و تجار نسبت به پول و کاربردهای آن عمل کند.
ROSCAها گروه‌های مالی خرد غیررسمی یا «پیش تعاونی» هستند که در سراسر جهان در حال توسعه اند:
- آمریکای لاتین: تاندا
- شرق آفریقا: چاما
- پاکستان: کامتی (کمیٹی)
- گجراتی‌ها در هند: ویسی
- اتیوپی: ekub (እቁብ)
- هند غربی: شریک
- مکزیک: cundinas
- سومالی: hagbad
- آفریقای جنوبی: استوکول
- غرب آفریقا و دریای کارائیب: سوسو و tontines
- جوامع چینی در شرق و جنوب آسیا: هوی (會)
- ایران: قرض الحسنه، پانا
- ویتنام: hội / hụi
- فیلیپین: paluwagan
- مصر: gam'eya
- کره جنوبی: gye (계)
- ژاپن: تانوموشیکو (頼母子講) mujin
- هند: صندوق چیت یا "کمیته"
- برزیل: پاندیروس
- گواتمالا: کوچوبال
- پرو: یونتاها، کوینیلا یا پاندیروس
- رومانی: CAR Țigănesc/Roata
- اندونزی: آریسان
- تایلند: lenshare (เล่นแช่นแช่่นแช่่นแช่่นแช่น แชร์)
- ترکیه: gün
- اسکاتلند: menage یا menodge[۵]
- سریلانکا: Seettuva
- جمهوری دموکراتیک کنگو: lembas
- موزامبیک: xitique
- کامرون: djanggis

افراد در ROSCA یکدیگر را انتخاب می‌کنند، که تضمین می‌کند که مشارکت مبتنی بر اعتماد و نیروهای اجتماعی (سرمایه اجتماعی) و تعهد واقعی برای مشارکت است. با ادامه فعالیت این انجمن‌ها انبوهی از ویژگی‌های مهم سرمایه اجتماعی ظاهر می‌شود، زیرا ارتباط و اعتماد شخصی بین اعضای گروه ایجاد می‌شود.
در برزیل، گروه‌هایی از غریبه‌ها توسط یک عامل یا واسطه در یک واحد ROSCA جمع‌آوری می‌شوند که نقش آنها در تسهیل تشکیل گروه و اداره مستمر پاداش داده می‌شود. در سال ۲۰۱۵، بیش از پنج میلیون کاربر فعال ROSCA در برزیل گزارش شده‌است.
در ایران نیز نرم‌افزار پانا برای مدیریت و استفاده از ROSCA ایجاد شده تا با بهره‌مندی از تکنولوژی‌های جدید و به روز مانند هوش مصنوعی نقش تسهیل‌کننده و اداره کننده ROSCA به نرم‌افزارها سپرده شود.

## انواع
ROSCAها را می‌توان با انجمن‌های پس انداز و اعتبار انباشته (ASCAs) مقایسه کرد. ASCAها که به‌طور گسترده در آسیای جنوبی توسط رادرفورد مستند شده‌اند، گروه‌های مالی خرد غیررسمی با زمان محدود هستند.
در ASCAها نیز اعضا هر ماه مبلغ ثابتی را جمع‌آوری می‌کنند با این حال، برخلاف ROSCAها، ممکن است همه متقاضی دریافت وام نباشند بلکه وام‌ها با درخواست افراد و به صورت انتخابی اعطا می‌شود که معمولاً شامل نرخ بهره می‌شود و هر وام از نظر مقدار و مدت زمان می‌تواند با دیگری متفاوت و مستقل باشد همچنین در پایان و پس از پاداش دهی به مدیر سود انباشته نهایی میان اعضا تقسیم خواهد شد.
متخصصان توسعه بین‌المللی سال‌ها مجذوب مزایای بالقوه پیوند ROSCA و ASCA به سیستم‌های مالی رسمی شده‌اند. اما متأسفانه چنین پیوندهایی تمایل به از بین بردن هدف داوطلبانه این گروه‌ها و تحریف انگیزه‌های اعضا دارند تا دسترسی به منابع خارجی را تضمین کند.
سازمان غیردولتی آمریکایی CARE , ASCAهای استاندارد شده را برای رسیدن به ۲ میلیون نفر در آفریقا گسترش داده‌است. این ASCAهای استاندارد شده، انجمن‌های پس انداز و قرض (وام) دهی (VSLA) نامیده می‌شوند و معمولاً شامل ۱۰–۲۰ شرکت کننده هستند که فعالیت‌های پس انداز و وام را برای یک دورهٔ ثابت، معمولاً ۱۲ ماهه، انجام می‌دهند.
برعکس ASCAهای غیررسمی، از یک صندوق با دسترسی محدود (برای مثال ممکن است تنها سه نفر از مدیرها دسترسی به وجوه داشته باشند) برای ایمن کردن وجوه استفاده می‌کنند، روش‌های گزینش استاندارد دارند و وظایف مختلف مانند ثبت تاریخچه، شمارش مبلغ، منشی گری جلسات و غیره را به دقت تفکیک می‌کنند. نرخ سود این وام‌ها معمولاً از ۵ تا ۱۰ درصد در ماه متغیر است، در حالی که پرداخت‌های انتهای دوره در اکثر گروه‌ها ۳۰ تا ۶۰ درصد سرمایه اصلی است.
تا پایان ژوئن ۲۰۱۲، آژانس‌های توسعه (شامل CARE, Oxfam, CRS و PLAN) پروژه‌هایی را با رسیدن به ۱٫۸ میلیون عضو در ۲۳ کشور، عمدتاً در آفریقا، انجام می‌دادند..
Group Information Exchange، پروژه ای از بنیاد بیل و ملیندا گیتس، یک دیتابیس آنلاین در اختیار محققان قرار می‌دهد که در آن، مولفه‌هایی مانند پس انداز و وام به ازای هر عضو، کشور و بازده دارایی‌ها و حتی درصد اعضای زن قابل مشاهده و مقایسه هستند.

## ROSCAهای آنلاین
کارلوس ولز-ایبانیز، استاد مردم‌شناسی در دانشگاه ایالتی آریزونا، اظهار داشت که: "فناوری پیچ و تاب جدیدی به استخرهای پس انداز اضافه کرده‌است، که در وب سایت‌هایی سازماندهی شده می‌توانند افراد را از سراسر ایالات متحده گرد هم بیاورند. ".
تعدادی از محصولات موجود عبارتند از:
- eMoneyPool: ایجاد شده توسط دو برادر ساکن فینیکس، آریزونا
- Monk: توسط کارمندهای سابق گوگل و اینتل در سیلیکون ولی تأسیس شد.
- پادل: استارتاپ‌های تحت حمایت Google, Moneyfellows در بریتانیا و آفریقا
- Esusu: که توسط کارمندان سابق گلدمن ساکس، PwC و LinkedIn در نیویورک و Partnerhand تأسیس شد،[۱۰]
- Pana (پانا): که در ایران و توسط بستر هوشمند شتابدهی فام توسعه داده شده‌است.
- StepLadder:[۱۱] توسط متخصصان امور مالی با کار آکادمیک برجسته در Consorcios در برزیل[۱۲] تأسیس شد.
- Finlok: یک محصول دیجیتال ROSCA در هند که با استفاده از واسط پرداخت یکپارچه NPCI راه اندازی شد.
- آتوری آفریقا: توسط کارمند سابق سافاریکام از کنیا تأسیس شده‌است.
- savings.club: که در سال ۲۰۲۲ در ایالات متحده راه‌اندازی شد.

## کتابشناسی - فهرست کتب
- Ardener، شرلی و ساندرا برمن. "روند پول: اهمیت چرخش انجمن‌های پس انداز و اعتبار برای زنان". آکسفورد: برگ، ۱۹۹۵.
- آرنالدو، موری، "Economia sommersa, finanza informale e microcredito nei paesi emergenti", A: Mauri & C. Conti (ویرایشات), Finanza informale, finanza etica e finanza internazionale nelle piccole e medie imprese, Milano 2000.
- بسلی، تیموتی، استیون کوت و گلن لوری. "اقتصاد انجمن‌های پس انداز و اعتبار چرخشی." بررسی اقتصادی آمریکا (۱۹۹۳): ۷۹۲–۸۱۰.
- گیرتز، کلیفورد. انجمن اعتبار چرخشی: یک پله میانی در توسعه. کمبریج، ماساچوست، ایالات متحده: مؤسسه فناوری ماساچوست، مرکز مطالعات بین‌المللی، ۱۹۵۶.
- گرانت، ویلیام جی و هیو آلن. برنامه ماتا ماتسو دوبارا (زنان در حال حرکت) CARE در نیجر. مجله تأمین مالی خرد، دانشکده بازرگانی بریگام یانگ، پروو، یوتا، پاییز، ۲۰۰۲.
- رادرفورد، استوارت، فقرا و پول آنها انتشارات دانشگاه آکسفورد، ۲۰۰۰.
- ون دن برینک، روژیر و ژان پل چاواس، "اقتصاد خرد یک موسسه بومی آفریقا: انجمن پس انداز و اعتبار چرخشی". توسعه اقتصادی و تحول فرهنگی، دوره ۴۵، شماره ۴، تیر ۱۳۷۶.
- فون پیشکه، جی دی، دیل دبلیو آدامز و گوردون دونالد. بازارهای مالی روستایی در کشورهای در حال توسعه سری EDI در توسعه اقتصادی، بانک جهانی، واشینگتن، ۱۹۸۳.
- دی سوان، آبرام و ون در لیندن، مارسل. (ویرایش‌ها) "تامین مالی خرد متقابل، صندوق‌های پس انداز غیررسمی از حاشیه جهانی تا هسته؟". آکسانت، ۲۰۰۵.

رده:سرمایه‌گذاری خرد
رده:اتحادیه اعتباری